# 奧雷沙克峰
78°02′24″S 85°44′06″W / 78.04000°S 85.73500°W

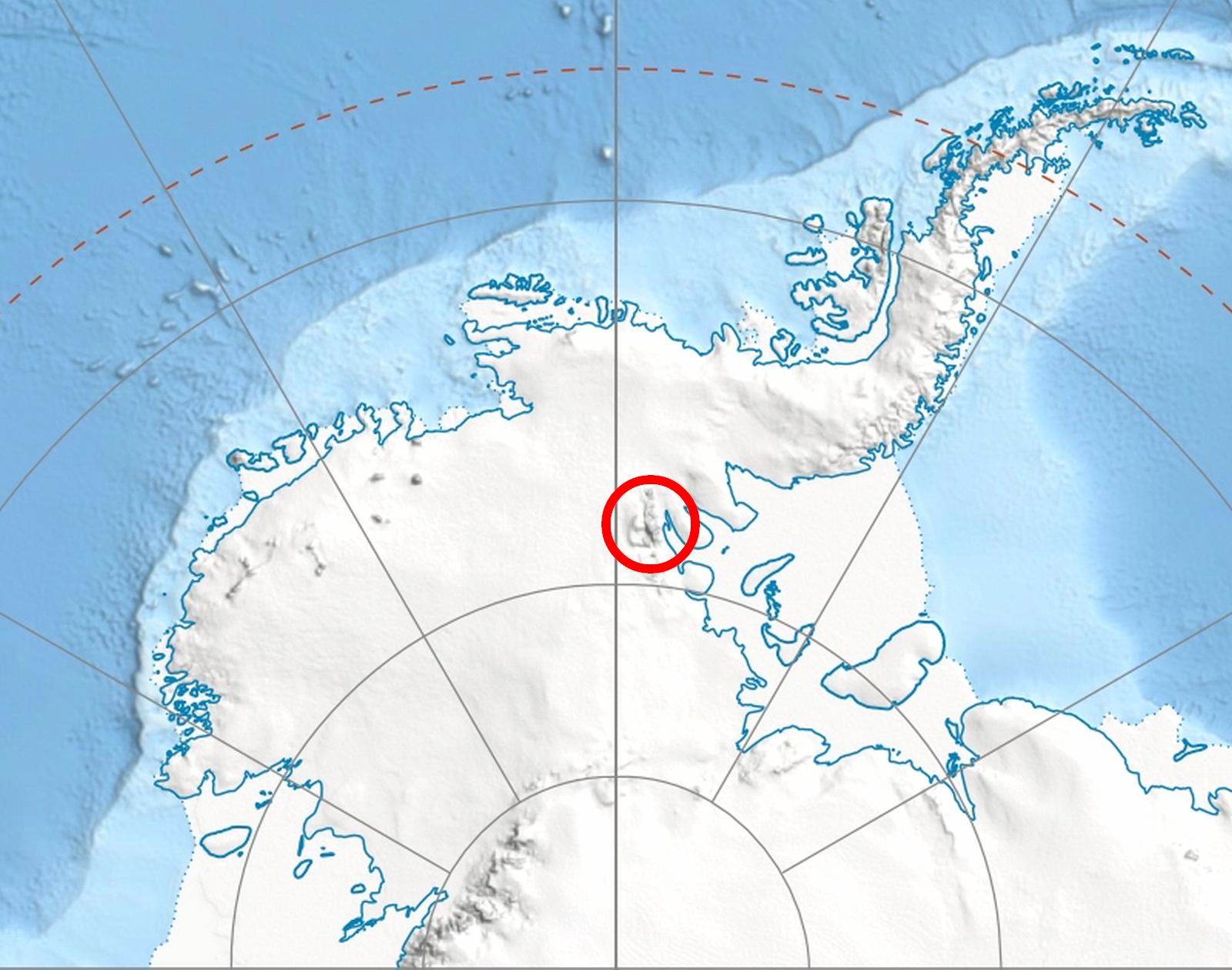

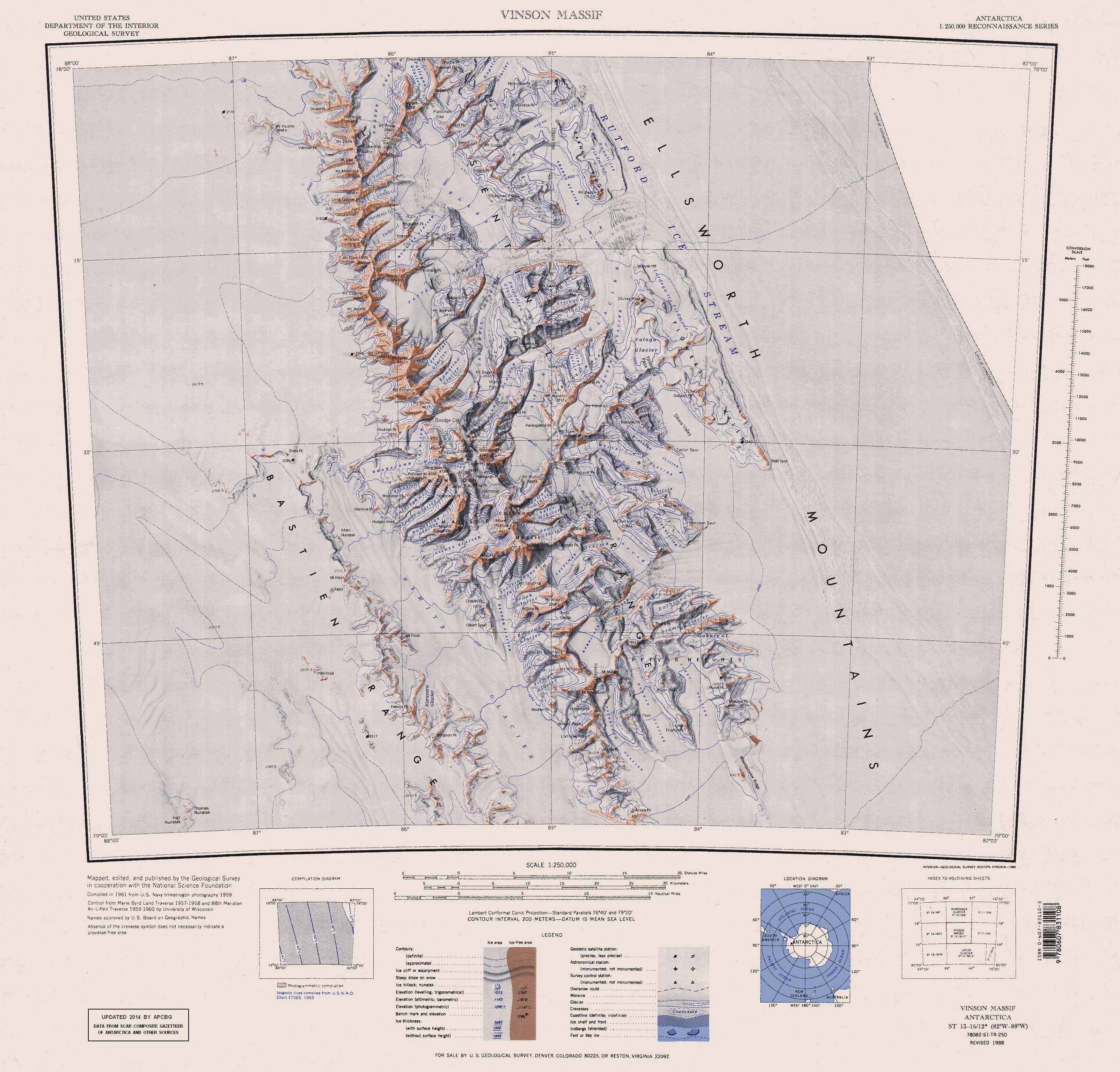

奧雷沙克峰是南極洲的山峰，位於埃爾斯沃思地，屬於埃爾斯沃思山脈中森蒂納爾嶺的一部分，海拔高度2,800米，以保加利亞北部的城鎮命名。

## 外部連結
- Oreshak Peak. （页面存档备份，存于） SCAR Composite Antarctic Gazetteer.